# 芒特鮑爾迪 (加利福尼亞州)
禿山（英語：Mount Baldy）是位於美國加利福尼亞州聖貝納迪諾縣的一個非建制地區。該地的面積和人口皆未知。

## 地理
禿山的座標為34°14′10″N 117°39′36″W / 34.23611°N 117.66000°W，而該地的平均海拔高度為1278米（即4193英尺）。